# Таложанка (приток Мурзы)
Таложанка (устар. Крутая) — река в России, протекает по Туринскому городскому округу Свердловской области. Устье реки находится в 35 км по левому берегу реки Мурза. Длина реки составляет 26 км. 
В посёлке Назарово на реке сооружён пруд.
Система водного объекта: Мурза → Ница → Тура → Тобол → Иртыш → Обь → Карское море.

## Данные водного реестра
По данным государственного водного реестра России относится к Иртышскому бассейновому округу, водохозяйственный участок реки — Ница от слияния рек Реж и Нейва и до устья, речной подбассейн реки — Тобол. Речной бассейн реки — Иртыш.
Код объекта в государственном водном реестре — 14010501912111200007248.